# Between Light and Darkness
Albums de Dark Moor
Gates of Oblivion
(2002) The Dark Moor
(2003)
Between Light and Darkness est un EP du groupe Dark Moor sorti en 2003 par Arise. Il s'agit du second EP du groupe. The Fall Of Melniboné est une chanson déjà sortie sur le précédent EP du groupe. Dies Iraes était déjà sortie dans Gates of Oblivion, mais dans une version metal.

## Liste des pistes
1. Memories – 5:47
2. From Dawn To Dusk - 5:05
3. A Lament Of Misery - 5:36
4. Echoes Of The Seas - 3:34
5. Mistery Of Goddess - 5:30
6. The Shadow Of The Nile - 6:02
7. Dies Irae (Orchestral Version) - 9:32
8. The Fall Of Melniboné - 10:30

## Composition du groupe
- Elisa Martin (Chant)
- Enrik Garcia (Guitare)
- Albert Maroto (Guitare)
- Anan Kaddouri (Basse)
- Jorge Saez (Batterie)